# Euclystis masgaba
Euclystis masgaba là một loài bướm đêm trong họ Erebidae.